# کیک استرهازی
کیک استرهازی (مجاری: Esterházy torta) یک نوع تورته مجاری از دورهٔ اتریش-مجارستان است و نام خود را از خاندان استرهازی دارد. این کیک چهار یا پنج لایه از کرم کره به طعم کنیاک یا وانیل و مابین لایه‌ها مرنگ دارد.

## تاریخچه
اگرچه در منابعی به نام دو دوک گالانتا، پال آنتال استرهازی یا میکلوش یوژف استرهازی اشاره شده که به شیرینی بادام، گردو و شکلات علاقه داشتند و قنادی در اواخر قرن نوزدهم برای آنها کیکی با مواد مورد علاقه‌شان پخت ولی در منابع دستور آشپزی کلاسیک به‌طور قطعی نمی‌توان ردی از نام استرهازی خاصی یافت. این کیک به هرحال دسر دوست‌داشتنی خاندان استرهازی بوده و خیلی زود در سراسر امپراتوری محبوبیت پیدا کرد.

## دستور پخت
این کیک به صورت سنتی از ۵ لایهٔ گردویی و کرم کره با یک پوشش فوندانت در بالا تشکیل شده‌است. در تمامی دستورهای رایج خمیر کیک بدون زرده تخم‌مرغ درست می‌شود. در دستورهای مدرن از خامه به‌جای کرم کره نیز استفاده می‌شود.

## نگارخانه

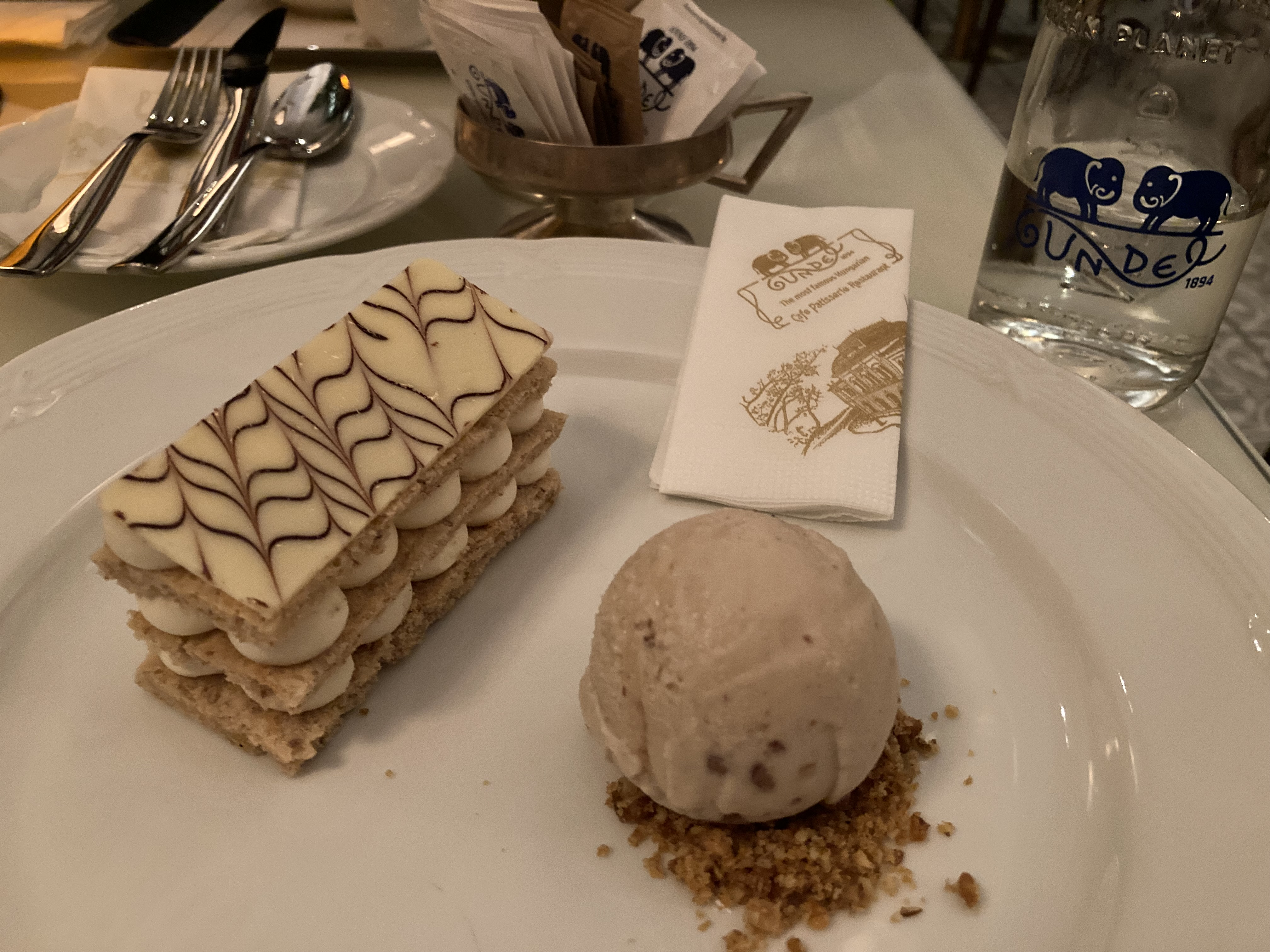
کیک استرهازی، رستوران گوندل در بوداپست
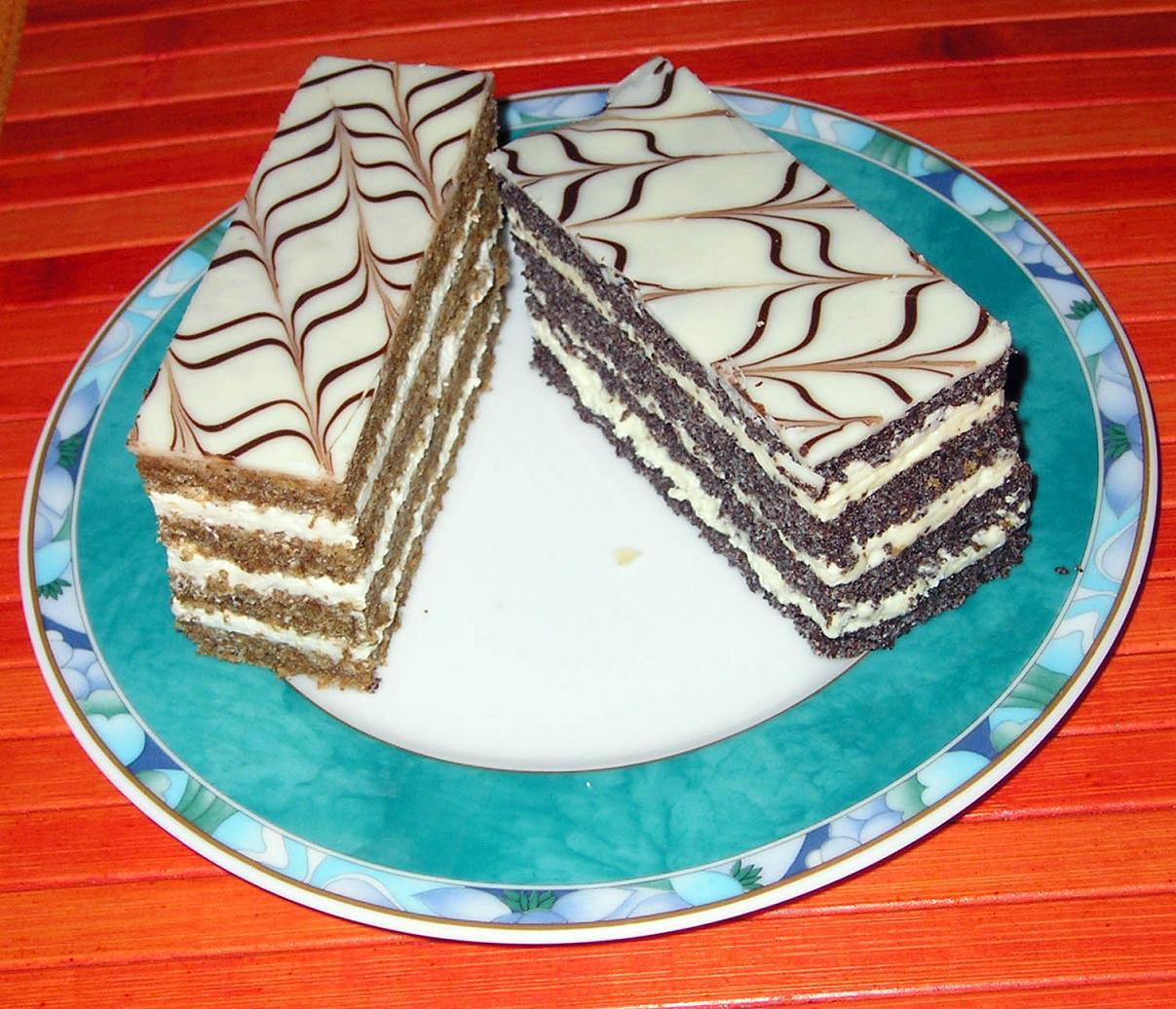
دو نوع کیک استرهازی، با تخم خشخاش و گردو